# Мазурение

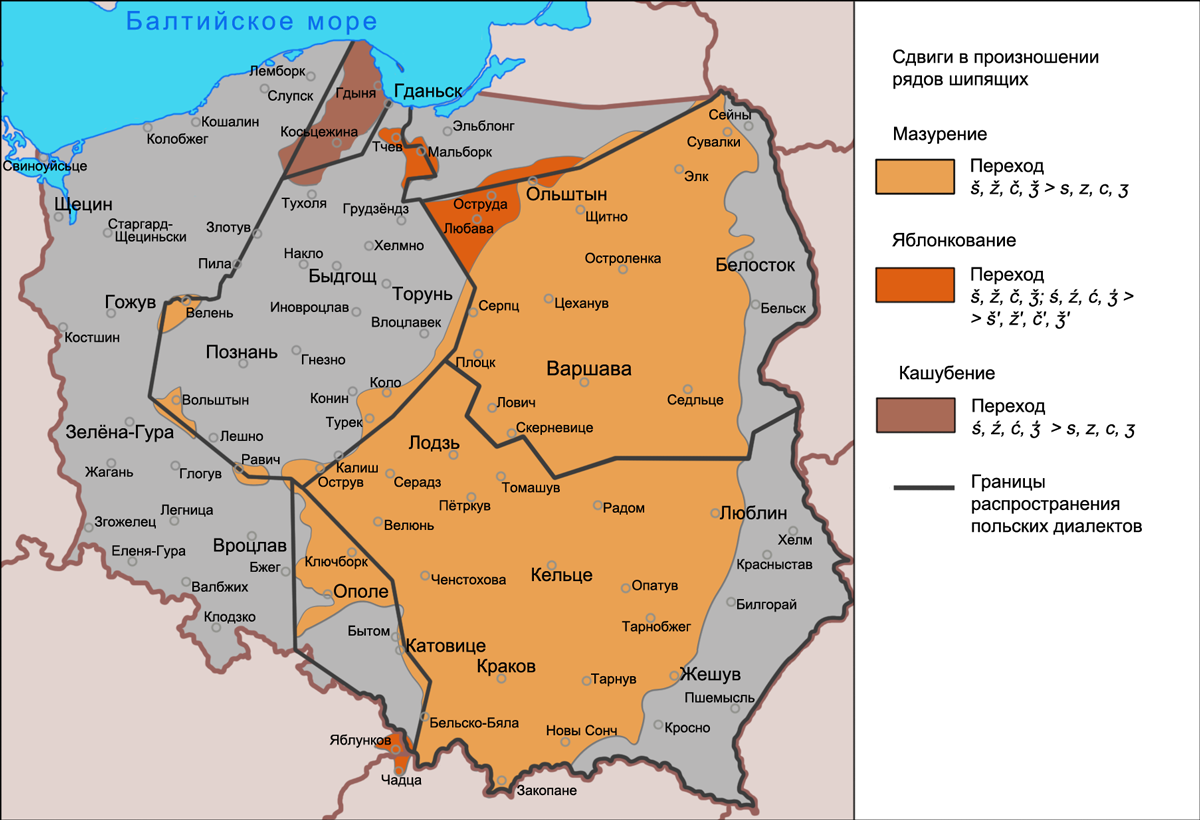
Ареалы мазурения на территории распространения польских диалектов

Мазуре́ние (пол. mazurzenie, МФА (пол.): [mazuˈʐɛɲɛ]) — фонетическое явление в ряде польских диалектов, в полабском языке и в некоторых восточнославянских говорах северо-восточной Польши, при котором смешиваются шипящие и свистящие согласные (за исключением ž/š < ř), в одном ряду s, z, c, ʒ совпадают два ряда s, z, c, ʒ и š, ž, č, ǯ (на письме — s, z, c, dz и sz, ż, cz, dż). Например, произносится диалектное skoła на месте литературного польского szkoła «школа», jus на месте już «уже», moze на месте może «может», cego на месте czego «чего», jesce на месте jeszcze «ещё». В литературном польском языке явление мазурения отсутствует.

## География мазурения
Данное явление широко распространено в польских диалектах, а именно во всех диалектах Малой Польши, Мазовии и северной части Верхней Силезии. Небольшие ареалы мазурения встречаются на территории Великой Польши, фактически, только в отдельных деревнях: в Старом Крамско (Stare Kramsko) и Новом Крамско (Nowe Kramsko) под Бабимостом, в Хвалиме (Chwalim) и в селениях веленских мазуров в окрестностях Велени, Кшижа и Вронок на западе Великой Польши (западновеликопольские говоры), а также в селениях под Равичем на юго-западе Великой Польши (южновеликопольские говоры). Если в говорах деревень окрестностей Равича и в хвалимском говоре наличие мазурения объясняется их генетической принадлежностью к северносилезскому диалектному типу, то мазурение в говорах веленских мазуров и в говорах Старого и Нового Крамско предположительно обусловлено иноязычным (лужицким) субстратом. На территории распространения мазовецкого диалекта мазурение отсутствует в говорах района Сейн в Сувалках на границе с Литвой и в восточном Подляшье на границе с областью распространения говоров белорусского языка, а также в новых немазуракающих говорах (в районах Оструды, Любавы и в Вармии). Кроме того, на территории Мазовии мазурение нехарактерно для так называемых шляхетских говоров (говоров сёл, где живут преимущественно потомки мало чем отличавшихся в прошлом от крестьян по уровню жизни мелких дворян, или шляхты). Мазурение также отсутствует в восточных говорах ареала малопольского диалекта на границе с Украиной, в говорах средней и южной частей Верхней Силезии, а также в периферийных польских диалектах.
Полная или частичная замена шипящих свистящими согласными отмечалась в говорах полабского языка, распространённых среди крестьян княжества Люнебург на левом берегу реки Эльба (Лаба) (современный район Люхов-Данненберг земли Нижняя Саксония в Германии) и вымерших к середине XVIII века. Так, в зютеновском говоре, известном по записям полабского крестьянина Я. П. Шульце из деревни Зютен (нем. Süthen), и кленновском, или вустровском, говоре, записанном пастором Х. Хеннигом в деревне Кленнов (нем. Klennow), согласные č, ž, š полностью перешли в c, z, s. От зютеновского и кленновского отличался люховский говор, записанный И. Пфеффингером в окрестностях Люхова, в котором в ряде случаев č, ž, š сохранялись.

## Мазурение в современных польских диалектах
Мазурение, охватывающее все факты языка, является одной из наиболее выразительных особенностей диалектной речи, контрастирующей с литературным языком, оно имеет давнюю эмоционально-отрицательную окраску в языковом сознании поляков (говор мазуров высмеивался в комедиях уже в XVI веке). Это явилось одной из причин того, что носители мазуракающих говоров всегда старались избегать в своей речи этой языковой черты. В настоящее время мазурение употребляется непоследовательно, литературные формы вытесняют диалектные, смешение шипящих и свистящих звуков чаще сохраняется в словах, которые обозначают типично сельские реалии, и отсутствует в словах, общих с литературным польским языком.

## Гипотезы происхождения
Дискуссии на тему о происхождении мазурения (как часть дискуссий о диалектной базе польского литературного языка) были наиболее оживлёнными среди лингвистов в период с конца XIX века до середины XX века. Вопросы генезиса и хронологии мазурения полонисты объясняли по-разному. Если в вопросе места возникновения мазурения разногласий не было (местом возникновения считают Мазовию, откуда это явление распространилось в Малую Польшу и часть Силезии), то в вопросе времени возникновения мазурения существовали расхождения. Рассматривались теории раннего и позднего происхождения мазурения. К первым относят теорию К. Нича об особом развитии групп *sj и *zj в период балто-славянского единства, раннее происхождение мазурения при этом подтверждается совпадением границ этого явления с границами племенных польских диалектов, отсутствие мазурения по всей восточной границе современной Польши К. Нич объяснял восточнославянской основой этих говоров или восточнославянским влиянием на них. Сторонники теории позднего происхождения (М. Малецкий и другие) опирались на аргументы лингвистического характера: невозможность возникновения мазурения ранее перегласовок ’ě < ’a, ’e < ’o (IX — X века), возникновение мазурения только после появления третьего ряда ś, ź, ć, ʒ́ (XII — XIII века), прекращение действия мазурения после утраты вибрации ř (ž/š из ř не подверглись мазурению) (XVI — XVII века) и другие. Причиной появления мазурения по мнению некоторых лингвистов является иноязычное влияние. А. М. Селищев считал, что мазурение сложилось под воздействием прусского языка. Согласно И. А. Бодуэну де Куртенэ мазурение развилось под влиянием финского субстрата. В настоящее время большая часть полонистов считают мазурение славянской инновацией, появившейся в Мазовье в относительно позднее время в XIII — XIV веках.
Отсутствие мазурения в польском литературном языке объясняют возникновением литературного языка на основе великопольского диалекта (в котором мазурение отсутствует), влиянием чешского языка или поздним возникновением мазурения (когда литературный язык уже сформировался).

## Явления в польских диалектах, сходные с мазурением
В мазовецких немазуракающих говорах (любавских, острудских и варминских говорах мазовецкого диалекта, исключая говоры западной Вармии), а также в мальборских говорах великопольского диалекта отмечается фонетическое явление, связанное, как и мазурение, со сдвигом в произношении рядов шипящих (ряды š, ž, č, ǯ и ś, ź, ć, ʒ́ совпадают в одном ряду š, ž, ć, ʒ́, или š’, ž’, č’, ǯ’). Для мальборских и восточновармийских говоров характерен ряд š, ž, ć, ʒ́, для любавских и острудских — š’, ž’, č’, ǯ’. Сходное явление отмечается в южном ареале силезского диалекта на границе Польши с Чехией и Словакией (в районах Яблункова в Тешинской Силезии и в районе Чадцы в северо-западной Словакии — в яблунковском и чадецком говорах), где ряды š, ž, č, ǯ и ś, ź, ć, ʒ́ совпадают как в мальборских и восточновармийских говорах в š’, ž’, č’, ǯ’. Данное изменение в произношении рядов шипящих получило название «сяканье» (либо «шяканье», пол. siakanie), или яблонкование (по названию города Яблункова в южносилезском ареале этого явления). Если ранее яблонкование часто рассматривалось как результат смешения словацкой и польской консонантных систем, так считал, в частности, К. Нич, то в настоящее время яблонкование считается исконно польским явлением (частным случаем смешения рядов s, z, c, ʒ — š, ž, č, ǯ — ś, ź, ć, ʒ́). Исключение может составлять чадецкий говор, в котором сдвиг в произношении шипящих появился, вероятнее всего, под влиянием словацкого языка.
В диалектах кашубского языка распространено так называемое кашубение: совпадение ś, ź, ć, ʒ́ и s, z, c, ʒ в одном ряду s, z, c, ʒ (иначе — отвердение этимологически мягкого ряда ś, ź, ć, ʒ́). Данное явление, родственное мазурению, отмечалось в кашубском языке уже в XIII веке. Если твёрдые согласные s, z развились непосредственно из мягких s’, z’ (swiat «свет», zëma «зима» при польск. świat, zima), то твёрдые аффрикаты с, ʒ возникли на месте мягких t’, d’ через стадию ć и ʒ́ (scana «стена», rodzëc «родить» при польск. ściana, rodzić (в XII—XIII веках в польском языке мягкие s’ и z’ перешли в среднеязычные щелевые ś и ź, а мягкие t’ и d’ перешли в среднеязычные аффрикаты ć и ʒ́).

## Параллели в других славянских языках
Сходные явления можно наблюдать и в других славянских языках. Например, цоканье — наличие аффрикаты /ц/ на месте /ч/, присущее древненовгородскому диалекту и распространённое в значительной части современных севернорусских говоров, а также в среднерусских говорах Псковской группы и в южной части ареала восточных среднерусских говоров; произношение c, s и z на месте č, š и ž, отмечаемое в говорах чакавского наречия.